# Can't Take Me Home
Can't Take Me Home är Pinks debutalbum, utgivet den 4 april 2000. Överlag skiljer sig albumet mot de andra skivor Pink släppt då rnb spelar en stor roll på albumet. Hon nådde endast hyfsad framgång med detta album.

## Låtförteckning
1. Split Personality (3:58)
2. Hell Wit Ya (2:58)
3. Most Girls (4:58)
4. There You Go (3:24)
5. You Make Me Sick (4:10)
6. Let Me Let You Know (4:44)
7. Love Is Such A Crazy Thing (5:13)
8. Private Show (4:14)
9. Can't Take Me Home (3:38)
10. Stop Falling (5:52)
11. Do What U Do (3:58)
12. Hiccup (3:32)
13. Is It Love (3:36)